# Грицюк Дмитро Каленикович
Дмитро́ Кале́никович Грицю́к (*4 листопада 1942, Дзвінки Білогірського району Хмельницької області) — український перекладач з російської й англійської мов.

## Біографія
Закінчив факультет журналістики Київського державного університету ім. Т. Г. Шевченка.
Переклав романи, повісті, оповідання
- з російської Віктора Комарова — «Поряд з невідомим», 1979, художник Іван Гаврилюк, наклад 65000;
- з англійської Діка Френсіса — «У пастці» («In the Frame»), 1976,
- Айзека Азімова, «Кінець вічності» (The End of Eternity), 1990,
- Френсіса Брета Гарта — «Габріел Конрой» для видавництва «Дніпро», 1989,
- Ніни Боден (Nina Bawden) — «Збігло літо», оформлення Віктора Кузьменка, «Веселка», 1991, наклад 65000,
- Кипріана Еквенсі.

Йому належать переклади науково-фантастичних оповідань
- А. Азімова «Втеча» для журналу «Україна» у 1987,
- «Я, робот» для видавництва «Веселка» у 1987, оформлення Радни Сахалтуєва, наклад 115000,